# Evangelio de Bartolomé
El Evangelio de Bartolomé es un evangelio apócrifo que narra la pasión y resurrección de Cristo. Este evangelio relata el descenso a los infiernos de Jesucristo y tiene un estilo de influencia copta. Es mencionado por Jerónimo en el prólogo a su Comentario sobre Mateo y en el Decretum Gelasianum, y se considera que fue escrito entre los siglos III-VII.  Si bien no ha sobrevivido ningún manuscrito de la antigüedad con ese nombre, se lo suele identificar con un texto llamado Las preguntas de Bartolomé o La Resurrección de Cristo del cual se conservan dos manuscritos griegos, uno localizado en Viena y otro en Jerusalén, y fragmentos en eslavo, copto y latín.
El evangelio de Bartolomé toca una serie de puntos muy dispares: la encarnación, el descenso de Jesús a los infiernos, la creación de los ángeles, la caída de Lucifer y otros. En forma de un diálogo entre Jesús y su discípulo Bartolomé, contiene respuestas a las preguntas de este último que constituyen revelaciones del Señor después de su resurrección, así como un relato de la anunciación hecho por María. Incluso Satanás entra en escena para responder a las preguntas de Bartolomé sobre el pecado y la caída de los ángeles. Se describe con todo detalle el Descensus ad inferos. 